# Peperomia cuspidilimba
Peperomia cuspidilimba är en pepparväxtart som beskrevs av C. Dc.. Peperomia cuspidilimba ingår i släktet peperomior, och familjen pepparväxter. Inga underarter finns listade i Catalogue of Life.